# Miguel Van Damme
Miguel Van Damme (Gent, 25 september 1993 – Roeselare, 29 maart 2022) was een Belgisch voetballer die als doelman speelde. Hij speelde bij Cercle Brugge en genoot zijn opleiding bij KSK Maldegem. Hij overleed op 28-jarige leeftijd aan de gevolgen van leukemie.

## Spelerscarrière
Miguel Van Damme speelde in zijn jeugd als aanvaller, eerst bij FC Lembeke, daarna bij de miniemen van KSK Maldegem. Op zijn dertiende werd hij er doelman en drie later was hij doorgegroeid naar het eerste elftal. In 2011 behaalde Van Damme met Maldegem de kampioenstitel in eerste provinciale.
Op zijn negentien jaar vertrok Van Damme naar Cercle Brugge als derde doelman. Hij debuteerde op 5 april 2014 in de Jupiler Pro League in Play-Off 2. Cercle verloor thuis met 0-1 van KV Mechelen. Coach Lorenzo Staelens gunde enkele jonge spelers de kans, waardoor Van Damme zijn debuut mocht maken in het doel van Cercle en 90 minuten op het veld stond in het Jan Breydelstadion. In het seizoen 2015/16 groeide hij door naar eerste doelman bij Cercle in de tweede klasse en speelde 34 wedstrijden voor de vereniging.
Eind juni 2016 werd tijdens de fysieke tests op de voorbereiding van het seizoen leukemie vastgesteld bij Van Damme. In 2017 trainde de doelman enkele maanden weer mee na zijn genezenverklaring maar herviel in zijn ziekte. Hij kwam nog amper aan spelen toe, desondanks kreeg hij in 2019 een nieuw contract bij de vereniging. Cercle bleef dit doen tot aan zijn dood.
Op de dag van zijn dood speelden de Rode Duivels een oefenwedstrijd tegen Burkina Faso. Er werd voor de wedstrijd een minuut geapplaudisseerd ter zijner nagedachtenis. Op 3 april 2022 bij de eerste thuismatch van Cercle Brugge na zijn overlijden volgde er ook een groot eerbetoon aan de voormalige nummer zestien van de Vereniging.

## Privéleven
Nadat bij Van Damme eind juni 2016 een vorm van leukemie was vastgesteld, onderging de doelman verschillende chemobehandelingen en liet in maart 2017 weten de ziekte overwonnen te hebben. Echter kreeg hij daarna tot zes keer een terugval. In september 2020 bleken er geen behandelingen meer mogelijk te zijn.
In de zomer van 2018 trouwde Van Damme met Kyana Dobbelaere. Samen kregen ze een dochter in mei 2021. Op 29 maart 2022 overleed Van Damme op 28-jarige leeftijd aan de gevolgen van zijn ziekte. Hij werd begraven op 2 april in de Sint-Blasiuskerk in Jabbeke.
Van Damme was peter van Me To You, een stichting tegen leukemie. Een veiling van Cercle Brugge spelerstruitjes van de wedstrijd waarin hij herdacht werd, bracht 13.341 euro op die werd geschonken aan de stichting.

## Clubstatistieken
| Seizoen | Club          | Competitie      | Competitie | Competitie | Beker | Beker | Totaal | Totaal |
| Seizoen | Club          | Competitie      | Wed.       | Dlp.       | Wed.  | Dlp.  | Wed.   | Dlp.   |
| ------- | ------------- | --------------- | ---------- | ---------- | ----- | ----- | ------ | ------ |
| 2013/14 | Cercle Brugge | Eerste klasse   | 2          | 0          | 0     | 0     | 2      | 0      |
| 2014/15 | Cercle Brugge | Eerste klasse   | 2          | 0          | 2     | 0     | 4      | 0      |
| 2015/16 | Cercle Brugge | Tweede klasse   | 32         | 0          | 2     | 0     | 34     | 0      |
| 2016/17 | Cercle Brugge | Eerste klasse B | 0          | 0          | 0     | 0     | 0      | 0      |
| 2017/18 | Cercle Brugge | Eerste klasse B | 1          | 0          | 1     | 0     | 2      | 0      |
| 2018/19 | Cercle Brugge | Eerste klasse A | 2          | 0          | 1     | 0     | 3      | 0      |
| 2019/20 | Cercle Brugge | Eerste klasse A | 1          | 0          | 0     | 0     | 1      | 0      |
| 2020/21 | Cercle Brugge | Eerste klasse A | 0          | 0          | 0     | 0     | 0      | 0      |
| 2021/22 | Cercle Brugge | Eerste klasse A | 0          | 0          | 0     | 0     | 0      | 0      |
| Totaal  | Totaal        | Totaal          | 40         | 0          | 6     | 0     | 46     | 0      |

## Filmografie
- Documentaire Miguel (2021) - regisseur: Eric Goens